# Heinrich III. (Kastilien)

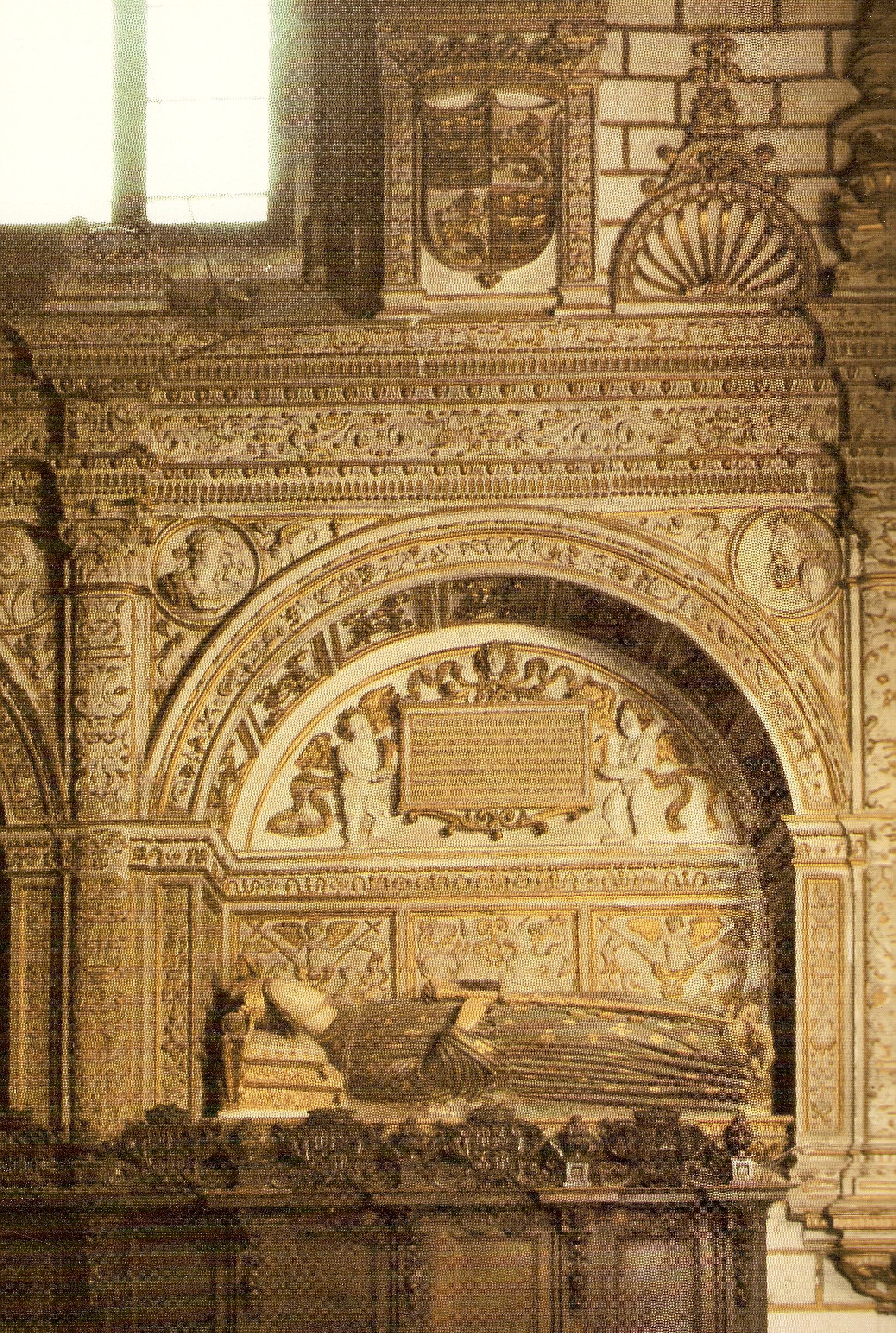
Grabmal Heinrichs III.

Heinrich III. (spanisch Enrique III, auch genannt El Doliente („der Kränkliche“); * 4. Oktober 1379 in Burgos; † 25. Dezember 1406 in Toledo) war von 1390 bis 1406 König von Kastilien und León. Er war ein Sohn Johanns I. von Kastilien und León und der Leonor von Aragón.

## Leben
Geboren wurde Heinrich in Burgos, der Krönungstadt der Könige von Kastilien. Bevor er König wurde, führte er als erster kastilischer Thronfolger den im Jahr 1388 von seinem Vater geschaffenen und bis heute von den spanischen Kronprinzen getragenen Titel Fürst von Asturien. Im Alter von 11 Jahren bestieg er den Thron; mit 14 wurde er für mündig erklärt und übernahm die Regierungsgeschäfte. Er konnte sich im Laufe seiner Regentschaft gegenüber dem Adel behaupten und die königliche Machtbasis stärken.
Während seiner Herrschaft besiegte die kastilische Seestreitmacht die Flotte Englands und zerstörte im Jahr 1400 die Piratenhochburg Tetuan in Nordafrika. Kurz darauf (1402) begann Jean de Béthencourt im Auftrag des Königs die Kanarischen Inseln zu besiedeln.

## Familie

### Ehe
Heinrich heiratete im Jahr 1388 Katharina von Lancaster, die Tochter von John of Gaunt, dem 1. Herzog von Lancaster und von Konstanze von Kastilien, der ältesten Tochter von Peter I. Diese Ehe beendete den jahrzehntelangen Konflikt zwischen den beiden Dynastien. Nach dem Tod Heinrichs übernahm seine Frau die Regentschaft für ihren minderjährigen Sohn.

### Nachkommen
- Maria (1401–1458) ⚭ Alfons V., König von Aragón
- Katharina von Kastilien (1403–1439) ⚭ Heinrich von Trastámara Infant von Aragonien, 1. Herzog von Villena, Graf von Alburquerque
- Johann II. (1405–1454)